# Giovanni Antonio Guadagni
Giovanni Antonio Guadagni Corsini (14 de septiembre de 1674 - 15 de enero de 1759), fue un religioso italiano. Perteneció a la prestigiosa familia de los Corsini.
Fue miembro de la orden de los carmelitas descalzos, y nombrado cardenal en 1731. Participó en el cónclave de 1758.
Actualmente está en proceso de canonización.

## Biografía
Giovanni nació en Florencia, el 14 de septiembre de 1674, bajo el gobierno de los Medici. Era el segundo de los cuatro hijos de Donato Maria Guadagni y Maddalena Corsini. Era sobrino por línea materna de Lorenzo Corsini, futuro papa Clemente XII y estaba emparentado con Andrea Corsini o Andrés Corsini, religioso canonizado años después.

### Carrera eclesiástica
Guadagni se doctoró en derecho civil y canónico a los 22 años en la Universidad de Pisa, el 3 de mayo de 1696. Viajó a Roma para ejercer su carrera, pero luego volvería a Florencia para ingresar al seminario de esa ciudad, en 1697. Allí ingresó a la Orden de los Carmelitas Descalzos en Arezzo, a pesar de la negativa de sus padres, y tomó el nombre de Giovanni Antonio di San Bernardo, internandose definitivamente en Arezzo, en 1699.
Tomó los hábitos el 1 de septiembre de 1700 y fue ordenado sacerdote el 11 de marzo de 1702, a los 28 años.

### Episcopado
Gracias al Duque toscano, fue nombrado obispo el 31 de diciembre de 1724, por su tío materno que aún era cardenal.
Tras su muerte a la edad de 84 años, fue enterrado en la Iglesia romana de los Carmelitas Descalzos de Santa María de la Scala.
- Datos: Q3107009
- Multimedia: Giovanni Antonio Guadagni / Q3107009